# Robert Bresson
Robert Bresson (Bromon e la Mota, 25 de setembre de 1901 - París, 18 de desembre de 1999) fou un cineasta francès, autor de tot un seguit de pel·lícules a les quals va desenvolupar un discurs en recerca del total i absolut ascetisme, tot aspirant a captar allò que escapa a la mirada ordinària.
En abandonar la pintura i la fotografia, Robert Bresson va realitzar el seu primer film el 1934: Les Affaires publiques, un curtmetratge còmic. Només començar la Segona Guerra Mundial, va estar fet presoner per més d'un any a un camp alemany.
No serà fins al 1943 que podrà realitzar el seu primer llargmetratge, Les Anges du péché. Més tard i basant-se en una novel·la de Denis Diderot, rodarà Les Dames du Bois de Boulogne el 1945, amb la participació de Jean Cocteau com a dialoguista. Aquesta pel·lícula, tot i el seu fracàs comercial, va situar Bresson com un dels cineastes capdavanters de la seua generació i va atorgar-li el reconeixement de bona part de la crítica.
Més endavant realitzarà la millor collita de la seua carrera, desenvolupant un estil propi que renunciava als actors professionals i a l'artifici, en la recerca d'un llenguatge visual pur ple de gestos, mirades i sons. De la seua millor etapa destaquen Le Journal d'un curé de campagne, Un condamné à mort s'est échappé, Pickpocket o Mouchette.
Cap a la fi de la seua etapa com a director, el 1975, va publicar el llibre Notes sur le cinématographe («Notes sobre el cinematògraf»), un recull d'aforismes amb els quals defensa la seva visió del cinematògraf que ell distingeix de cinema. En efecte, ell pensa que el cinema és una mena de teatre filmat, mentre que el cinematògraf representa una nova escriptura visual d'imatges en moviment i de sons, relacionades pel muntatge.
El 1995, la totalitat de la seva obra, composta per un total de 13 llargmetratges (xifra relativament baixa) va ésser distingida per l'Académie française du cinema amb el Premi René Clair.

## Filmografia
- 1934: Les Affaires publiques (curtmetratge)
- 1943: Les Anges du péché
- 1945: Les Dames du Bois de Boulogne
- 1951: Le Journal d'un curé de campagne.
- 1956: Un condamné à mort s'est échappé
- 1959: Pickpocket
- 1962: Procès de Jeanne d'Arc
- 1966: A l'atzar, Baltasar (Au hasard Balthazar)
- 1967: Mouchette
- 1969: Une femme douce
- 1971: Quatre nuits d'un rêveur
- 1974: Lancelot du Lac
- 1977: Le Diable probablement
- 1983: L'Argent